# 킴 판 코턴
킴 판 코턴(Kim van Kooten, 1974년 1월 26일 ~ )은 네덜란드의 배우, 각본가이다. 2003년 황금송아지상 시상식 영화 부문 여우주연상 수상자이다.

## 출연 작품
- 러브 이즈 에브리싱 (2014)
- 인 더 하트 (2014)
- 더 디너(영어판) (2013)
- 블랙 아웃 (2012)
- 퀴즈 (2012)
- 패밀리 이즈 올 (2012)
- 트릭 (2012)
- 늑대소년 알피 (2011)
- 코르넬리스 (2010)
- 로프트 (2010)
- 러브 이즈 올 (2007)
- 필레인 세즈 쏘리 (2003)
- 스냅샷 (2002)
- 미노스 (2001)
- 리틀 시스터 (1995)